# Heinrich Carl Brandt

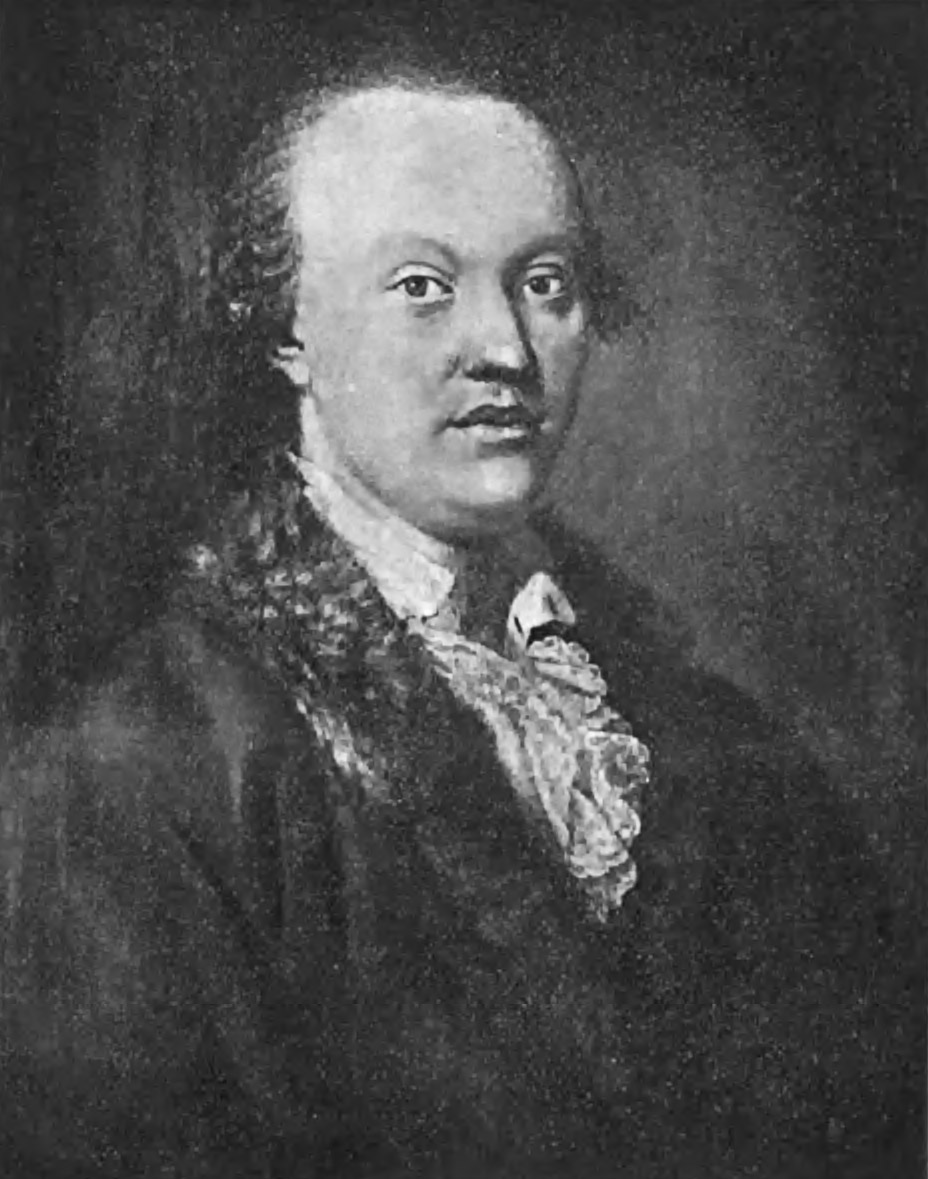
Selbstporträt

Heinrich Carl Brandt oder Heinrich Carl Brand (* 11. November 1724 in Wien; † 6. Mai 1787 in München) war ein österreichisch-deutscher Hofmaler. Er porträtierte vor allem die Familie des Mainzer Erzbischofs und Kurfürsten Johann Friedrich Karl von Ostein sowie die Wittelsbacher am Hofe des Kurfürsten Karl Theodor in Mannheim und München.

## Herkunft und Familie
Zur Herkunft Brandts gibt es keine gesicherten Informationen. Er war möglicherweise der Sohn des Landschaftsmalers Christian Hilfgott Brand (1695–1756) und damit Halbbruder des Malers Johann Christian Brand (1722–1795) sowie der Bruder des Malers Friedrich August Brand (1735–1806).

## Leben
Heinrich Carl Brandt studierte von 1739 bis 1745 bei Jacob van Schuppen an der Akademie der bildenden Künste Wien, gemäß seinem Zeugnis vom 12. Februar 1745 hatte er dort „seit mehreren Jahren diese Akademie nicht allein frequentiret, sondern auch gute Geschicklich- und Fähigkeit und hierdurch erworbene Kunstfertigkeit in der Mahlerey zu seinem besonderen Lobe erwiesen“. Anschließend erlernte er die Porträtmalerei im Meisteratelier des Martin van Meytens, der zu dieser Zeit Hofmaler am Hof von Maria Theresia war.
Im Jahre 1748 wollte Brandt seine Studien in Paris fortsetzen. Auf dem Weg dorthin machte er Station in Frankfurt, wo er ein Porträt des österreichischen Diplomaten Johann Karl Philipp Graf Cobenzl anfertigte. Cobenzl empfahl daraufhin Brandt dem Mainzer Erzbischof und Kurfürst Johann Friedrich Karl von Ostein, der sich ebenfalls porträtieren ließ und im darauf folgenden Jahr Brandt zum Kurfürstlich mainzischen Cabinetsportraitmaler unter einem Gehalt von 600 fl. samt Tafel und Logis bei Hof ernannte. Trotz dieser Anstellung in Mainz durfte Brandt im Jahr 1750 nach Paris reisen, wo er beispielsweise den österreichischen Botschafter Wenzel Anton von Kaunitz-Rietberg porträtierte.
1752 kehrte er an den Hof von Mainz zurück, wo er bis 1760 im Auftrag des Kurfürsten von Ostein diverse Familienporträts malte und gleichzeitig Lehrlinge zur Ausbildung aufnahm, allerdings unabhängig von der kurfürstlichen Maler- und Bildhauerakademie.
Im Jahr 1761 besuchte Brandt im Auftrag des Mainzer Kurfürsten erstmals Mannheim, um beim dortigen Münzmeister Anton Schäffer Prägestempel zu bestellen. Bei dieser Gelegenheit besuchte er die kurfürstlichen Galerien im Mannheimer Schloss, wo er von den ausgestellten Gemälden und Skulpturen so beeindruckt war, dass er beschloss, zu Studienzwecken nach Mannheim zu ziehen. Nach dem Tod des Mainzer Kurfürsten Ostein im Jahr 1763 kehrte Brandt nach Mainz zurück, um dessen Nachfolger Emmerich Joseph von Breidbach zu Bürresheim anlässlich der Krönung des neuen Königs Joseph II. in Frankfurt zu porträtieren.

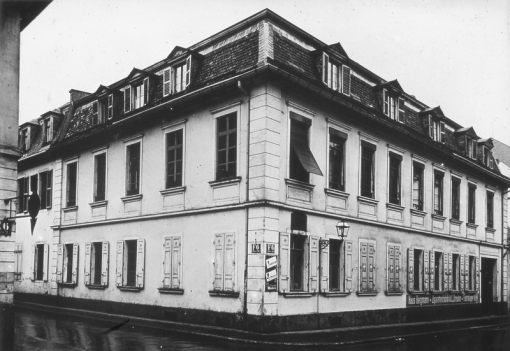
Zeichnungsakademie Mannheim, um 1920

Anschließend begab er sich wieder nach Mannheim, wo er ab 1764 für den Kurfürsten Karl Theodor als Kabinettsporträtmaler arbeitete. Als 1769 Karl Theodor die von Verschaffelt gegründete Mannheimer Zeichnungsakademie in ein staatliches Institut umwandelte, wurde Brandt erster Professor und Sekretär der Akademie. Der Kurfürst beauftragte ihn auch mit der Erstellung eines Konzepts zur Führung der Akademie. Darin wird deutlich, dass die Ideen Brandts von den Vorstellungen Verschaffelts und dem Auftrag des Kurfürsten abwichen: Karl Theodor wollte durch die Akademie vor allem namhafte Künstler nach Mannheim ziehen. Für Brandt stand dagegen die Zeichenschule im Vordergrund, in der er junge Künstler ausbilden wollte.
Während seiner Zeit in Mannheim heiratete Brandt und wurde Vater. Details zu seiner Frau und ehelichen Nachkommen sind jedoch nicht bekannt.
Obwohl Brandt ein festes Gehalt als Hofmaler bezog und für jedes gemalte Porträt zusätzlich entlohnt wurde, geriet er ab Mitte der 1770er Jahre immer mehr in finanzielle Probleme. Die Gründe dafür waren einerseits sein aufwändiger Lebenswandel – so hatte er mehrere außereheliche Beziehungen und Nachkommen, die auch dazu führten, dass seine Frau ihn verließ. Andererseits zog sein Hauptauftraggeber Kurfürst Karl Theodor im Jahre 1778 mit seinem Hof nach München, was seine Auftragslage verschlechterte. Drei Jahre später zog auch Brandt nach München, seine wirtschaftliche Lage verbesserte sich jedoch nicht. Wegen der höheren Lebenshaltungskosten stiegen seine Schulden weiter, er bekam Alkoholprobleme und war zeitweise nicht mehr in der Lage zu zeichnen.
Im Jahr 1787 hatte der 62-jährige Brandt ein Verhältnis mit Gabriele Corva, der jungen Tochter des kurfürstlichen Burgpflegers Franz Corva, deren Schwester Antonia Kammerdienerin der verwitweten Maria Anna von Pfalz-Sulzbach (1722–1790) war. Brandt war ein Freund der Familie, die Beziehung zur Tochter wurde ihm als unmoralisch vorgeworfen und führte in München zu Kritik an seinem gesamten Lebenswandel. Anfang Mai 1787 erhöhte sich der Druck auf Brandt erneut, da die Rückzahlung eines Wechsels am 9. Mai fällig war und am 2. Mai ein weiteres Darlehen gekündigt wurde. Am 3. Mai 1787 beging Brandt Selbstmord durch Gift. Auf dem Kündigungsschreiben des Darlehens vermerkte er: „Dieser Brief ist die Ursach meines Todes“.

## Werke

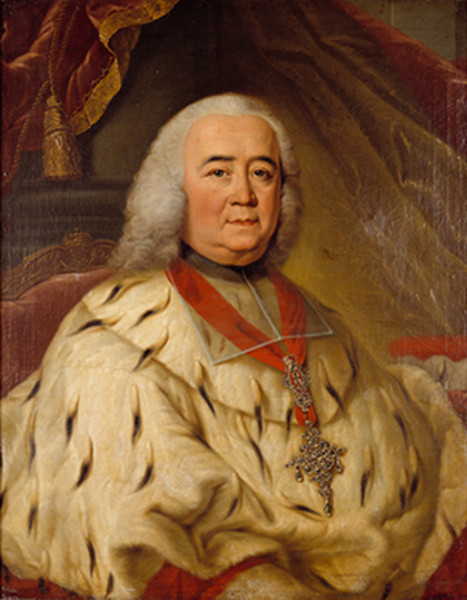
Johann Friedrich Karl von Ostein, Kurfürst von Mainz (um 1748–49)
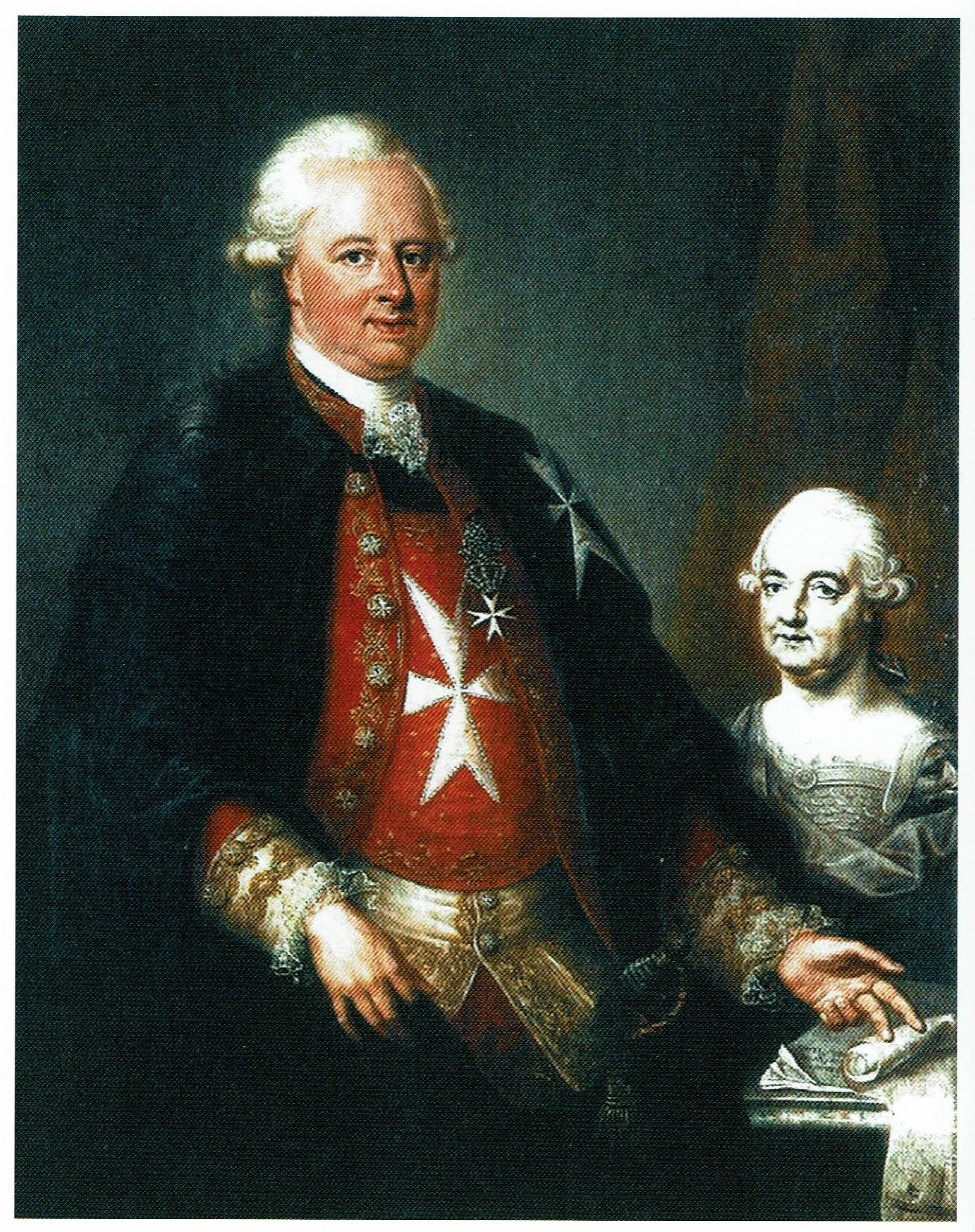
Johann Baptist von Flachslanden (1783)
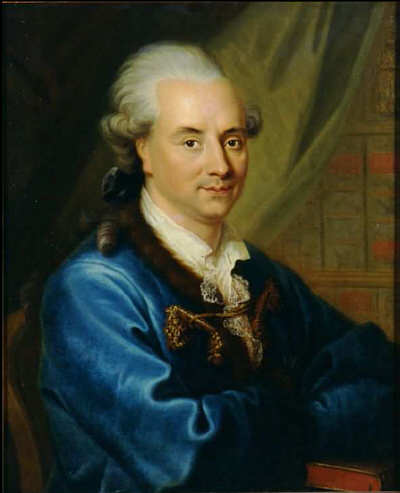
Stephan von Stengel (1785)

Familie des Kurfürsten Carl Theodor
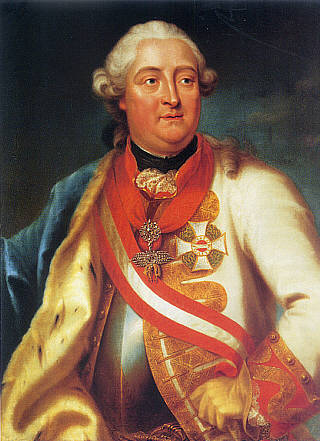
Pfalzgraf Friedrich Michael von Zweibrücken (um 1760)
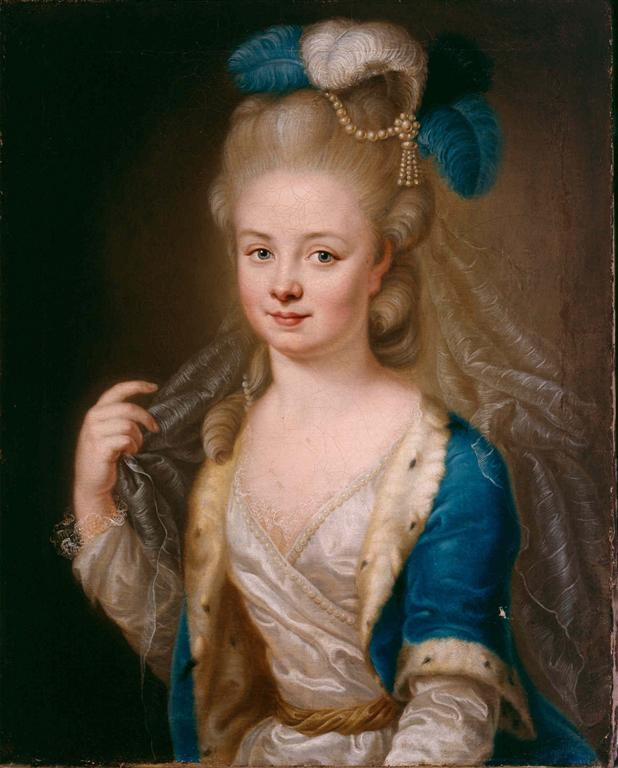
Maria Anna von Pfalz-Zweibrücken (um 1765)
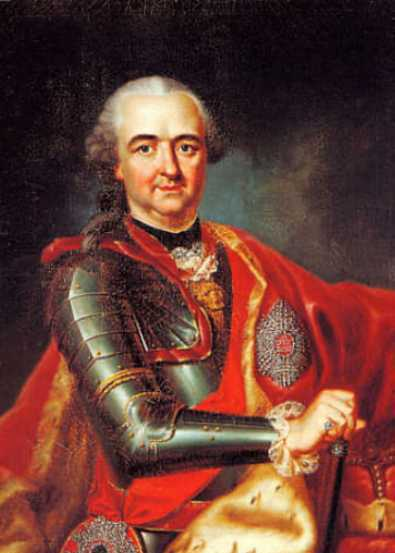
Karl Theodor, Kurfürst von Pfalz und Bayern (1767)
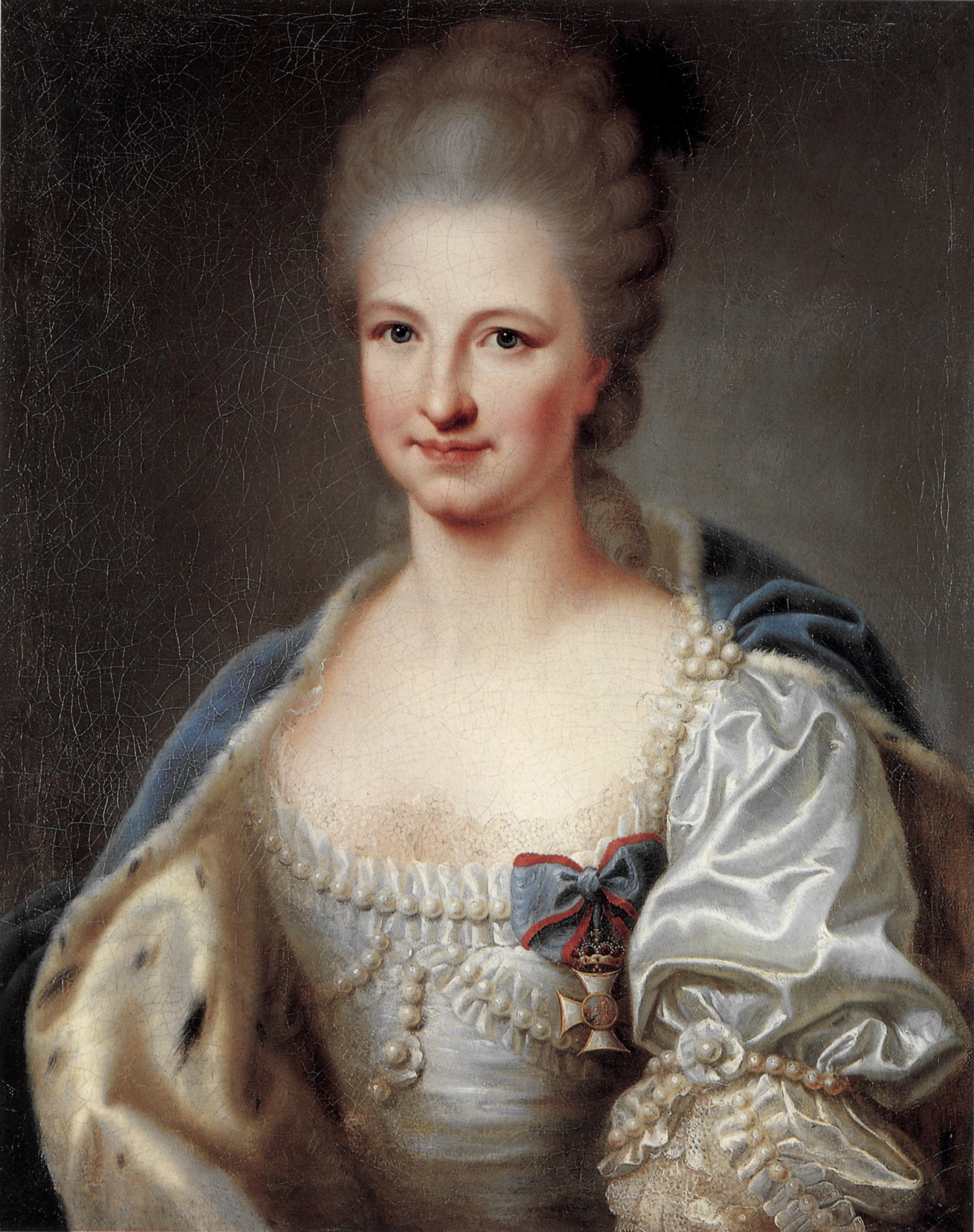
Amalie von Pfalz-Zweibrücken-Birkenfeld-Bischweiler (1769)
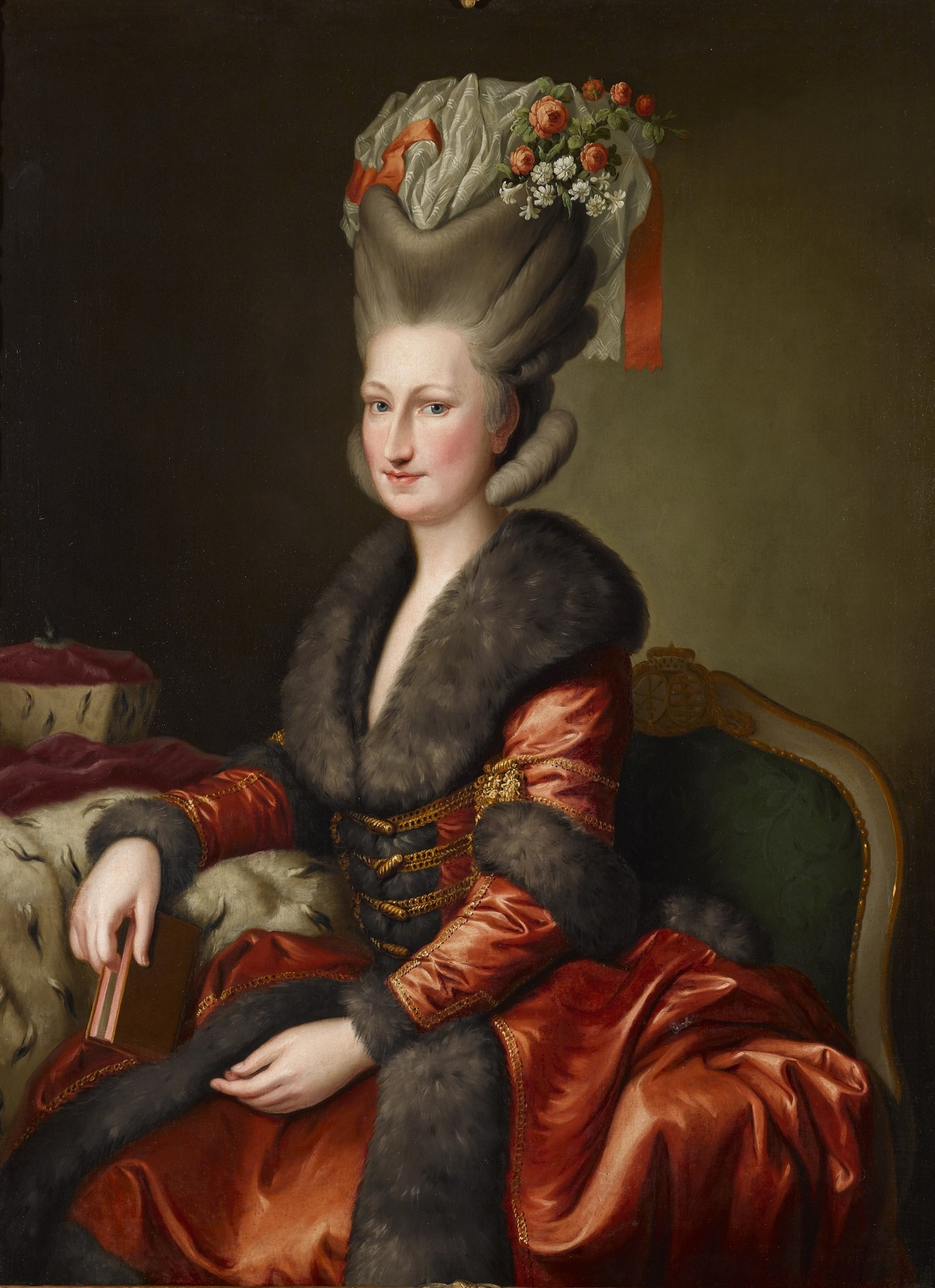
Amalie von Pfalz-Zweibrücken-Birkenfeld-Bischweiler (um 1780)
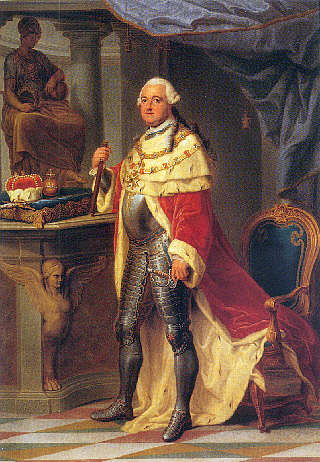
Karl Theodor, Kurfürst von Pfalz und Bayern (1781)
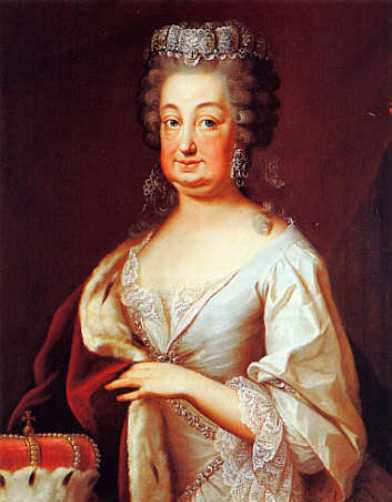
Elisabeth Auguste von Pfalz-Sulzbach
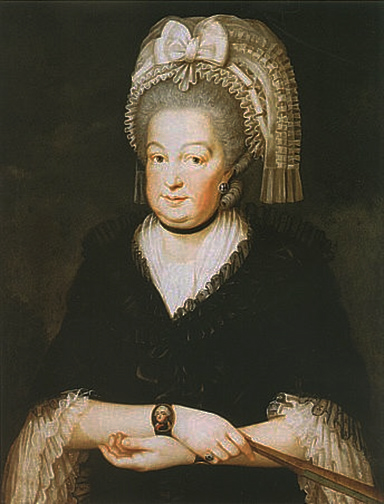
Elisabeth Auguste von Pfalz-Sulzbach (um 1782–1785)
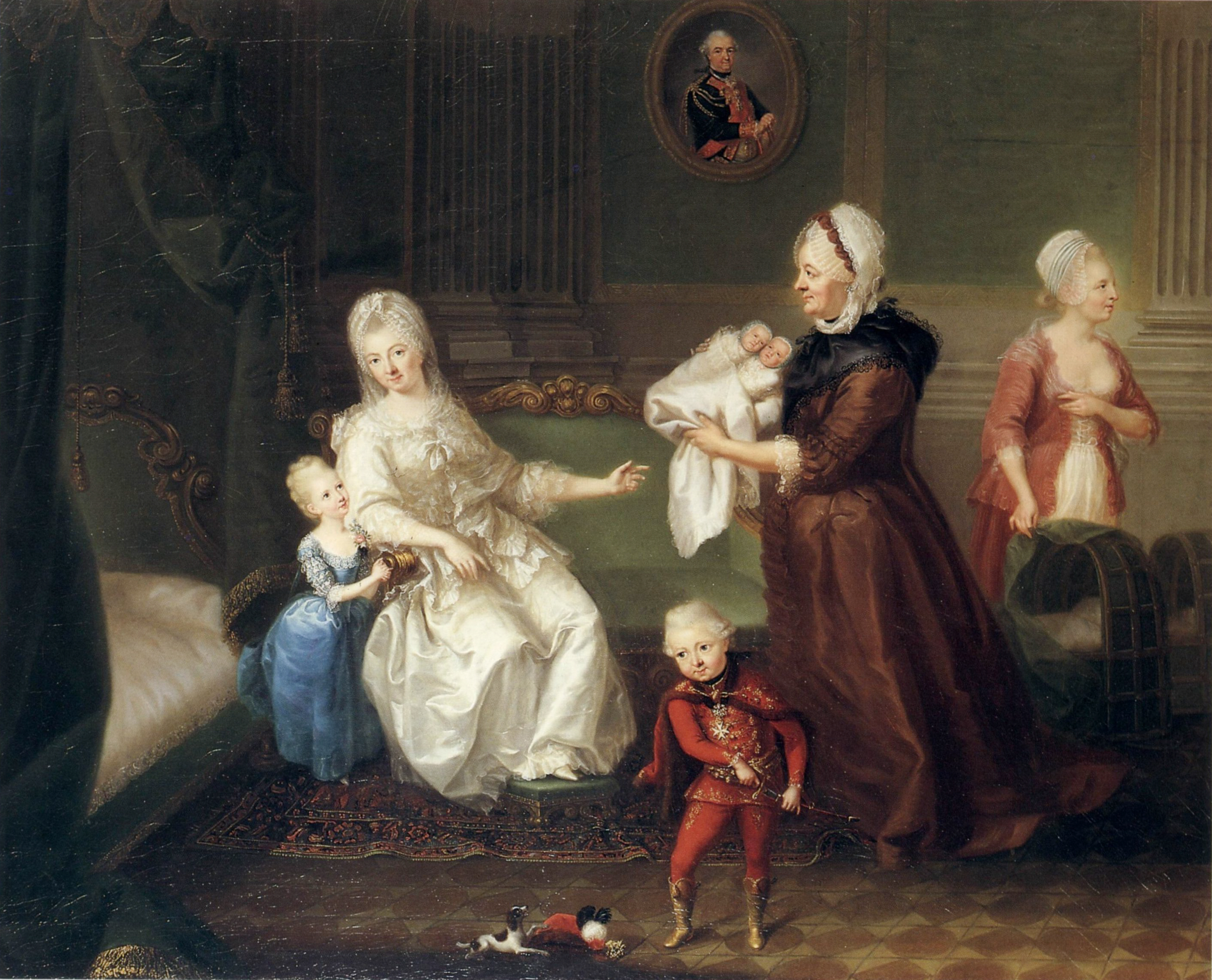
Josepha von Heydeck, Mätresse des Kurfürsten Karl Theodor, und ihre Kinder (um 1785)